# Giovanni Antonio Amedeo Plana
Giovanni Antonio Amedeo Plana (6 de noviembre de 1781-20 de enero de 1864) fue un astrónomo y matemático italiano.

## Semblanza
Plana nació en Voghera, Italia, hijo de Antonio María Plana y de Giacoboni. A los quince años fue enviado a vivir con sus tíos en Grenoble para completar su educación. En 1800 entró en la École Polytechnique, donde fue alumno de Joseph-Louis Lagrange. Jean Baptiste Fourier, impresionado con sus habilidades, logró en 1803 que Plana fuese nombrado para una cátedra de matemáticas en una escuela de artillería del Piamonte, que quedó bajo dominio francés en 1805. En 1811 fue nombrado catedrático de astronomía en la Universidad de Turín gracias a la influencia de Lagrange. Pasó el resto de su vida enseñando en dicha institución.
Sus contribuciones a la ciencia incluyen trabajos sobre el movimiento de la Luna así como sobre integrales, funciones elípticas, calor, electrostática y geodesia. En 1820, fue uno de los ganadores del premio otorgado por la Académie des Sciences en París por su construcción de tablas lunares usando la ley de la gravedad. En 1832 publicó Théorie du mouvement de la lune. Fue astrónomo real y desde 1844, Barón. En 1834 ganó la Medalla Copley, el mayor premio de la Royal Society. A la edad de 80 años se convirtió en miembro de la prestigiosa Académie des Sciences. Se le considera uno de los científicos italianos de más renombre de la época.

## Eponimia
- Fórmula de Abel-Plana
- El cráter lunar Plana lleva este nombre en su memoria.[2]